# 김승기 (가수)
김승기(1961년 1월 12일 ~ )는 대한민국의 가수이자 작곡가이다. 서울특별시에서 태어났다.

## 학력
- 충북대학교 교육학과
- 청운대학교 정보산업대학원 실용음악과(석사)

## 경력
- 1992년 망각의 강
- 1993년 당신이 그리워질 때